# アマレッティ

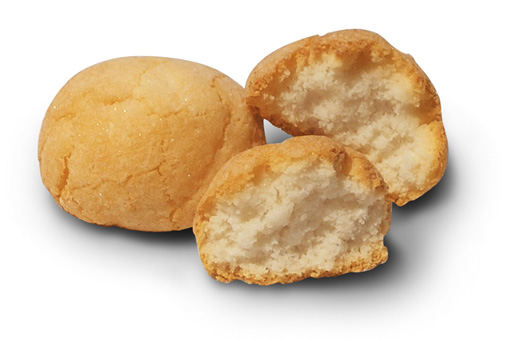
アマレッティ・モールビディ（柔らかいサッセッロ風アマレッティ）

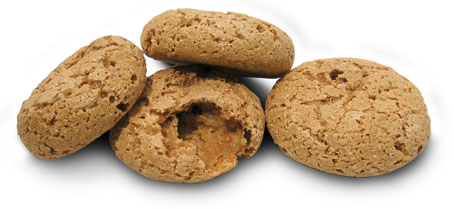
アマレッティ・セッキ（硬いサロンノ風アマレッティ）

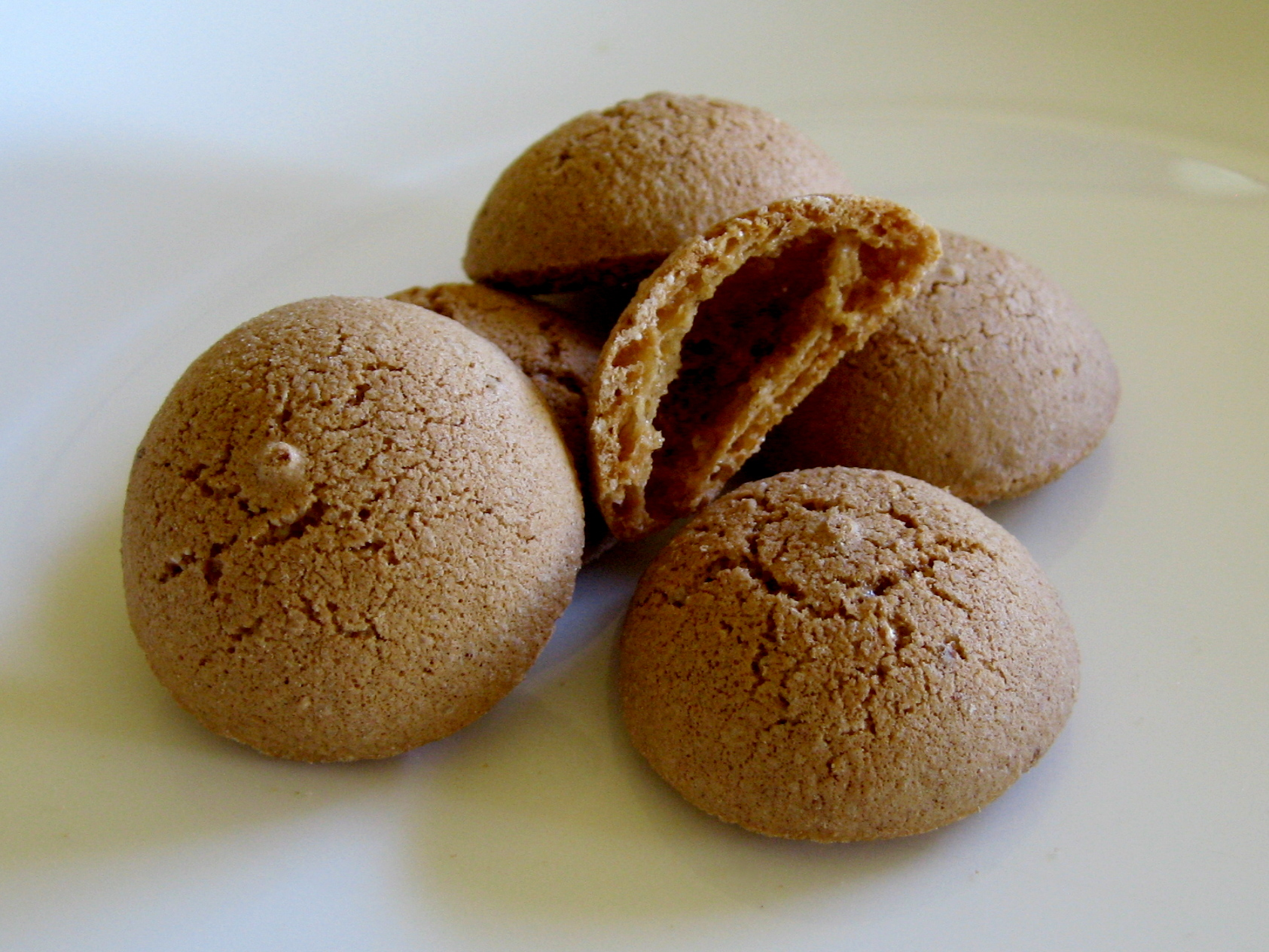
アマレッティ・ゴベイルニ

アマレッティ（イタリア語：Amaretti）とは、イタリアの菓子である。
単数形はアマレット（Amaretto）。
ビスコッティ・アマレッティ（biscotti amaretti）とも呼ばれる。

## 概要
通常のクッキーよりも食感が軽いメレンゲ菓子の一種であり、小麦粉の代わりにアーモンド・プードル（アーモンド・パウダー）を使った焼菓子である。
通常のクッキーやビスケットのようにバターやマーガリン、ショートニングを使わないのが特徴である。
「少し苦い」という意味の名称が指すとおり、イタリアではスイート種（甘扁桃）とビター種（苦扁桃）のアーモンド両方を用いる。
フランスのマカロンと製法が似ており、フィレンツェ公国のカテリーナ・デ・メディチがオルレアン公アンリ・ド・ヴァロワの下に輿入れした際にフランスの宮廷に導入され、マカロンの原型となったと言われる菓子でもある。
そのまま食べる他、ボネなど他の菓子の素材ともされる。
なお、このお菓子の柔らかい版はバーチ・ディ・ダーマ（Baci di dama）という。アマレッティよりしっとりと柔らかくホロホロした食感である。